# Alix de Vergy
Cet article concerne la femme d'Eudes III de Bourgogne. Pour la mère du même, femme de Hugues III de Bourgogne, voir Alix de Lorraine. Pour les articles homonymes, voir Alix et Famille de Vergy.
Alix de Vergy (vers 1182, Reulle-Vergy † 8 avril 1252), est une duchesse de Bourgogne en devenant la deuxième épouse du duc Eudes III.

## Biographie

### Famille
Alix de Vergy, née en 1182, est la fille de Hugues (1141 † 1217), membre de la puissante maison de Vergy et seigneur de la citadelle de Vergy ; et de Gillette de Trainel (ou Traynel) (1160 † 1224).
Son père la marie une première fois, avant 1185, à Eudes L'Aîné de Neublans, Seigneur de Bellevesvre († 1198), dont un fils, Hugues († 1255).
La querelle qui régnait alors entre le duc de Bourgogne et Hugues de Vergy se ralluma en 1196. L'enjeu était important pour le duc, avec cette forteresse de Vergy réputée à juste titre imprenable et barrant le chemin entre deux de ses plus grosses villes. Un accommodement fut trouvé par lequel le seigneur de Vergy donnait sa fille en mariage au duc Eudes : celui-ci avait épousé en 1194, en premières noces, Mahaud, fille d’Alphonse, roi de Portugal et veuve de Philippe d'Alsace, comte de Flandre, mort au siège d’Acre en Palestine, mais il fut obligé de s’en séparer pour cause de consanguinité en 1195, Le mariage entre Alix et Eudes eut donc lieu en 1199 et mit fin à la querelle. Pour la dot de sa fille, Hugues donnait le château de Vergy avec toutes les terres qu’il possédait en deçà de la rivière de Tille. En échange, le duc céda à Hugues tout ce qu’il possédait au-delà, avec la seigneurie de Mirebeau et l’investit de la charge de sénéchal de Bourgogne, pour la posséder héréditairement.

### «Ducissa mater ducis Burgondie»
Eudes III mourut en 1218 et Alix devint tutrice du jeune duc Hugues IV alors âgé de cinq ans. Elle prit les rênes du gouvernement pour dix ans, jusqu'à la majorité du duc en 1228. Elle s’appliqua à maintenir les droits de son fils et à contenter ses sujets.

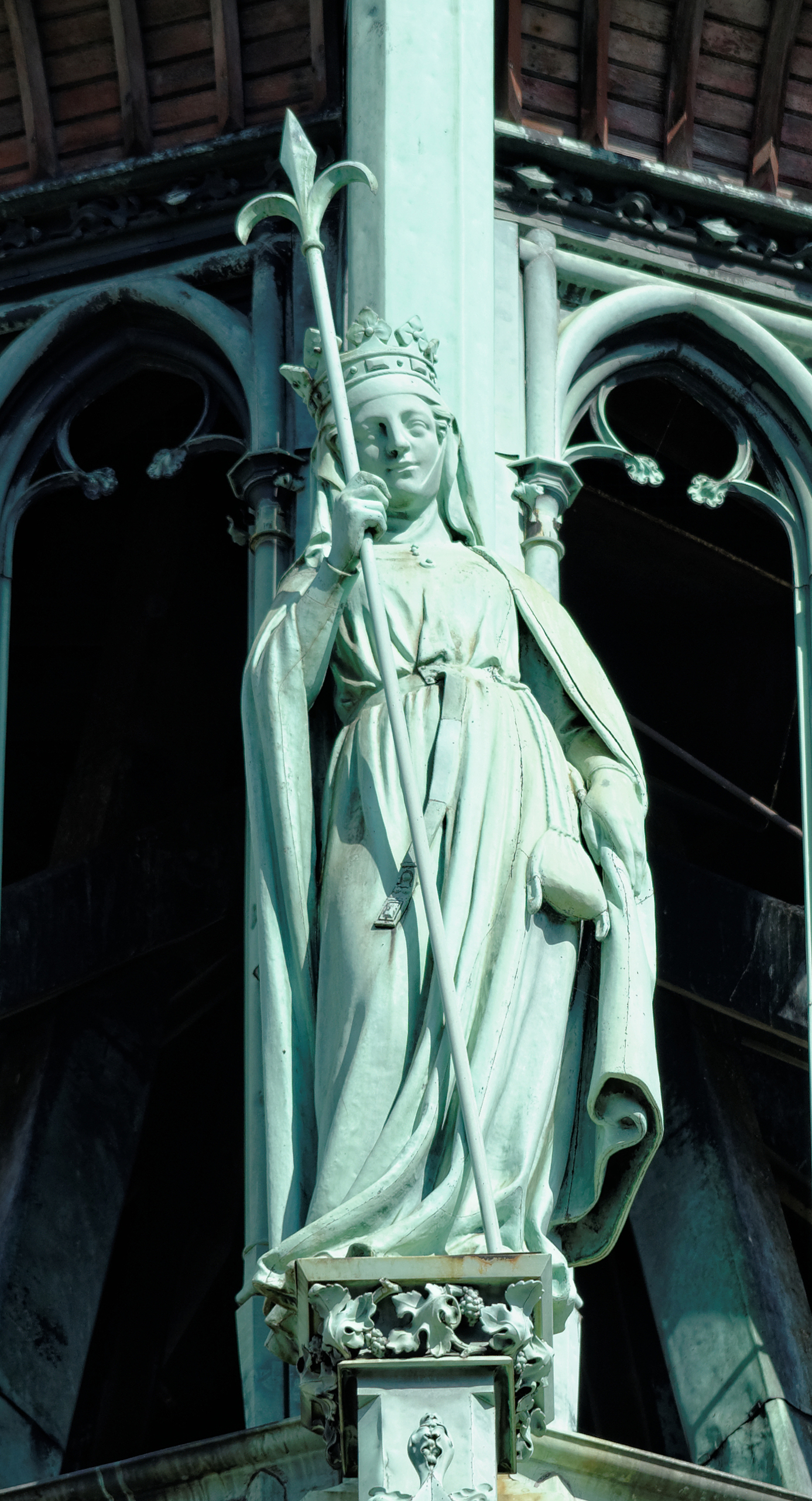
Cathédrale Saint-Bénigne. Statue de la flèche représentant Alix de Vergy.

Les vassaux les plus élevés vinrent renouveler en ses mains la foi et l'hommage. Elle reçut en 1218 l’hommage de Humbert V, sire de Beaujeu, pour les terres de Belleville et autres qui relevaient du duché. Son amour pour la paix lui fit prévenir en 1225 une guerre prête à s’allumer entre le duc et le dauphin viennois, dont elle acheta les prétentions sur Beaune et Chalon. En 1227, elle signa un traité avec le comte de Champagne contre le comte de Nevers.
En septembre 1231, elle y jugea un débat entre Guillaume de Champlitte, vicomte de Dijon, et les moines de Cîteaux, au sujet de la terre d'Ouges, et par sa prudence, concilia les parties.
Les ducs de Bourgogne avaient alors parmi leurs titres honorifiques celui de chanoine de Saint-Martin de Tours. Représentant son fils, elle fut reçue par les chanoines de la Sainte-Chapelle, leur donna à tous le saint baiser en signe de fraternité et les assura de sa protection,.
Après la majorité de son fils, Alix se retira à Prenois, qui lui avait été assigné pour son douaire. « Elle y faisait valoir deux charrues à bœufs et un troupeau de cinq cents moutons ». Elle fit beaucoup de bien à plusieurs maisons religieuses et fut notamment l'une des plus grandes bienfaitrices de Cîteaux. Les Jacobins de Dijon la regardaient comme leur fondatrice.

### Mort et sépulture
Elle meurt le 8 avril 1252, âgée de soixante-douze ans, après trente-trois ans de veuvage, et son corps est inhumée à l’abbaye de Cîteaux près de son mari.
Son nom apparaît au nécrologe de l'abbaye de Saint-Martin d'Autun: II kal mart. Aalis de Vergy, uxor Odonis, ducis Burg. mater Hugonis ducis.

## Postérité
Le duc de Bourgogne n’eut de sa femme Alix de Vergy qu’un fils qui lui succéda, Hugues, et trois filles : Jeanne, l'aînée, qui épousa en 1222 Raoul II, comte d’Eu, puis Béatrix, femme de Humbert III, seigneur de Thoire-Villars, et enfin Alix de Bourgogne, sans alliance, qui mourut en 1266 et fut inhumée à l’abbaye de Cîteaux.